# Insulina glulizynowa
Insulina glulizynowa (ATC: A10 AB) – szybko i krótko działający analog insuliny ludzkiej, który jest produkowany metodą rekombinacji DNA z wykorzystaniem bakterii Escherichia coli (E. coli). W diabetologii jest stosowany w postaci wstrzyknięć, jako lek hipoglikemizujący w leczeniu cukrzycy u dorosłych i dzieci powyżej 6 roku życia.
Insulina glulizynowa powstała w wyniku modyfikacji natywnej cząsteczki insuliny ludzkiej, poprzez zmianę aminokwasu asparaginy na lizynę w pozycji B3 oraz lizyny na kwas glutaminowy w pozycji B29 (B oznacza polipeptydowy łańcuch B w cząsteczce insuliny ludzkiej).

## Farmakodynamika
Początek działania następuje w ciągu 10-20 minut od podania, a szczyt działania lek osiąga około 30–40 minut od podania. Czas działania wynosi około 2 godziny, po 4-6 godzinach całkowicie znika z organizmu. Siła działania po podaniu dożylnym jest równe zwykłej insulinie ludzkiej.

## Sposób stosowania
Insulinę glulizynową podaje się dożylnie lub najczęściej podskórnie – w ramię, udo lub powłoki brzuszne. Początek działania jest najszybszy przy podaniu w powłoki brzucha.  Ze względu na czas działania jest często stosowana w intensywnej insulinoterapii. Podawana jest bezpośrednio przed posiłkiem (nie dłużej niż 15 minut), w trakcie lub bezpośrednio po nim (nie dłużej niż 20 minut).

## Preparaty handlowe
- Apidra (Sanofi-Aventis)
- Apidra SoloStar (Sanofi-Aventis)[4]